# Yan Hui
Avís: va existir un deixeble de Confuci amb el nom de Yan Hui.
Yan Hui (xinès simplificat: 颜辉; xinès tradicional: 顏輝; pinyin:Yán Huī), també conegut com a Yen Hue i Qiuyue, fou un pintor xinès que va viure sota la dinastia Yuan. No es coneixen les dates exactes del seu naixement ni de la seva mort. Yan era originari de Ji'an, província de Jiangxi (altres fonts indiquen Jiangshan). Probablement va néixer a finals del segle xiii però com artista va ser actiu el segle xiv. Va viure, doncs, sota les darreries de la dinastia Song i a començaments de la Yuan.
Yan Hui va destacar com a pintor de figures humanes i fantasmagòriques i temes budistes i taoistes. Sovint pintava dimonis, Immortals i sants budistes. Les seves pintures mostren profundes pinzellades i els rostres solen tenir tocs de color. Va influir en Liu Songnian, considerat un seguidor seu, Entre les seves obres destaquen:”Processó a la nit del Festival de les Llanternes”, ”Guanyin en la roca”, "Zhongshan surt a caçar", "Li Xianxiang" i "Juga el mono". Hi ha pintures seves al Museu d'Art d'Atami, al Museu del Palau de Pequín, al Museu Nacional del Palau de Taipei, a la Nelson Gallery of Art de Kansas i al Temple Rokuô-in de Kyoto. Al Japó es conserven algunes de les seves millors obres.